# اس‌ام‌اس راینلند
اس‌ام‌اس رینلند (به انگلیسی: SMS Rheinland) یک کشتی بود که طول آن ۱۴۶٫۱ متر (۴۷۹ فوت ۴ اینچ) بود. این کشتی در سال ۱۹۰۸ ساخته شد.